# Congeriomorphidae
De Congeriomorphidae zijn een familie van uitgestorven tweekleppigen uit de orde Megalodontida.